# Lexi Ainsworth
Alexandra Danielle "Lexi" Ainsworth (Oklahoma City, 28 de outubro de 1992) é uma atriz estadunidense.